# Harveyus mulaiki
Espèce
Synonymes
- Schizomus mulaiki Gertsch, 1940
- Stenochrus mulaiki (Gertsch, 1940)

Harveyus mulaiki est une espèce de schizomides de la famille des Hubbardiidae.

## Distribution
Cette espèce est endémique du Texas aux États-Unis,. Elle se rencontre dans les comtés de Hidalgo et de Starr.

## Description
Le mâle holotype mesure 3,40 mm.

## Étymologie
Cette espèce est nommée en l'honneur de Stanley B. Mulaik.

## Publication originale
- Gertsch, 1940 : Two new American whip-scorpions of the family Schizomidae. American Museum Novitates, no 1077, p. 1-4 (texte intégral).